# Río Guarrizas
El río Guarrizas (de árabe, posiblemente "río Estrecho"), también llamado en su tramo más alto río Somero, es un curso de agua del sur de la península ibérica perteneciente a la cuenca hidrográfica del Guadalquivir, que discurre por las provincias de Ciudad Real y Jaén, España.

## Curso
El Guarrizas nace al sur de la provincia de Ciudad Real, en el término municipal de Torre de Juan Abad, por la confluencia de varios arroyos como el de la Charca, la Cañada del Heno, Noria de los Galanes y arroyo del Águila. Atraviesa Sierra Morena y penetra en Andalucía por el término de Aldeaquemada. Desemboca en el río Guadalén entre los término de Linares y Vilches tras un recorrido de unos 61 km a través de un territorio mayormente escabroso y agreste. Su principal afluente es el río Despeñaperros. 
En su curso se encuentra el embalse de la Fernandina, de 244,5 hm³, y los parajes naturales de la Cascada de Cimbarra y El Piélago.

## Flora y fauna
En el Guarrizas se aún se pueden encontrar bosques de ribera en muy buen estado de conservación. Están compuestos por alisos, fresnos, chopos e incluso algunos arces. En el sotobosque se encuentran especies como los majuelos, sargas, higueras, zarzas, tamujos, adelfas, juncales y ranúnculos acuáticos.
El valle del río Guarrizas ha sido uno de los puntos elegidos por varios programas para la reintroducción del lince ibérico. En 2019 se estimaba la población de linces en el entorno del Guarrizas en 96 ejemplares de un total de 686 en toda la península ibérica.